# Hugo Johnson
Pour les articles homonymes, voir Johnson.
Hugo Johnson est un skipper suédois né le 29 février 1908 à Göteborg et mort le 6 juin 1983 à Juan-les-Pins. 
Il remporte la médaille d'argent olympique en classe dragon aux Jeux olympiques d'été de 1948 à Londres avec Gösta Brodin et Folke Bohlin sur le Slaghöken. 